# Ciro Fanelli
Ciro Fanelli (* 2. října 1964 Lucera) je italský římskokatolický duchovní a biskup Melfi-Rapolla-Venosa.

## Život
Narodil se 2. října 1964 v Luceře.
Vstoupil do Papežského regionálního semináře v Neapoli. Na Papežské univerzitě Gregoriana získal licenciát z morální teologie. Dne 15. září 1990 byl biskupem Raffaele Castiellim vysvěcen na kněze a inkardinován do diecéze Lucera-Troia. Stal se osobním sekretářem biskupa a zastával funkci spirituála semináře.
Roku 2007 byl ustanoven farářem u San Giacomo Maggiore v rodném městě a o tři roky později farářem katedrály. Od roku 2008 zastával funkci generálního vikáře diecéze Lucera-Troia. Dne 4. srpna 2017 jej papež František jmenoval biskupem Melfi-Rapolla-Venosa. Biskupské svěcení přijal 18. října z rukou biskupa Giuseppe Giuliana a spolusvětiteli byli arcibiskup Salvatore Ligorio a biskup Domenico Cornacchia. Dne 4. listopadu se slavnostně ujal úřadu.